# Borís Chápochnikov
Borís Mikáilovich Chápochnikov (em russo:  Бори́с Миха́йлович Ша́пошников; 2 de outubro de 1882 – 26 de março de 1945) foi um comandante militar soviético, Chefe do Estado-Maior do Exército Vermelho e Marechal da União Soviética.

## Biografia
Chápochnikov nascido em Zlatoust, perto de Tcheliabinsk, nos Urais, filho de pais de origem cossaca de Orenburgo. Ele se juntou ao exército do Império Russo em 1901, e se formou na Academia Nicolau do Estado-Maior em 1910, alcançando o posto de coronel na Divisão de Granadeiros do Cáucaso em setembro de 1917, durante a Primeira Guerra Mundial. Também em 1917, excepcionalmente para um oficial de seu posto, ele apoiou a Revolução Russa, e em maio de 1918 se juntou ao Exército Vermelho.
Chápochnikov foi um dos poucos comandantes do Exército Vermelho com treinamento militar formal e, em 1921, tornou-se primeiro vice-chefe do Estado Maior do Exército, onde serviu até 1925. Foi nomeado comandante do Distrito Militar de Leningrado em 1925, e depois do Distrito Militar de Moscou, em 1927. De 1928 a 1931 ele serviu como Chefe do Estado Maior do Exército Vermelho, substituindo Mikhail Tukhachevski, com quem teve uma relação tensa, e então comandou o Distrito Militar de Volga de 1931 a 1932. Em 1932 ele foi nomeado comandante da Academia Militar de Frunze, e em 1935 retornou ao comando da região de Leningrado. Em 1937, ele foi nomeado Chefe do Estado-Maior, sucedendo Alexander Yegorov, vítima de um processo durante o Grande Espurgo do Exército Vermelho. Em maio de 1940, ele foi nomeado marechal da União Soviética.
Apesar de sua experiência como oficial czarista, Chápochnikov conquistou o respeito e a confiança de Stalin. Seu status como oficial profissional — ele não ingressou no Partido Comunista até 1939 — pode tê-lo ajudado a evitar as suspeitas de Stalin. O preço que ele pagou por sua sobrevivência durante os expurgos foi a colaboração na destruição de Tukhachevski e de muitos outros colegas. Stalin mostrou sua admiração por ele, sempre mantendo uma cópia da obra mais importante de Chápochnikov, Mozg Armii (Мозг армии, "O Cérebro do Exército", de 1929), em sua escrivaninha. Chápochnikov era um dos poucos homens que Stalin abordava por seu primeiro nome e patronímico. Mozg Armii permaneceu no currículo da Academia do Estado-Maior General desde a sua publicação, em 1929.
Felizmente para a União Soviética, Chápochnikov tinha uma boa mente militar e alta capacidade administrativa. Ele combinou esses talentos com a confiança de Stalin, para reconstruir a liderança do Exército Vermelho após os expurgos. Ele obteve a liberação do Gulag de 4.000 oficiais considerados necessários. Em 1939, Stalin aceitou o plano de Chápochnikov para um rápido aumento da força do Exército Vermelho. Embora o plano não tivesse sido concluído antes da invasão alemã em junho de 1941, ele avançara o suficiente para salvar a União Soviética do completo desastre.
Chápochnikov planejou a invasão da Finlândia em 1939, mas estava muito menos otimista quanto à sua duração do que Stalin e o comandante da campanha, Kliment Voroshilov. A Guerra de Inverno (1939-1940) não produziu o sucesso imediato que o lado soviético tinha esperado, e Chápochnikov renunciou ao cargo de Chefe do Estado Maior em agosto de 1940, devido a problemas de saúde e desentendimentos com Stalin sobre a condução dessa campanha. Após a invasão alemã, ele foi reintegrado (29 de julho de 1941) como Chefe do Estado Maior para suceder Gueorgui Júkov, e também tornou-se Comissário do Povo para Defesa, cargo que ocupou até sua carreira ser interrompida por problemas de saúde, em 1943. Ele renunciou novamente como Chefe do Estado Maior devido a problemas de saúde em 10 de maio de 1942.  Ele ocupou o cargo de comandante da Academia Militar de Voroshilov até sua morte em 1945. Chápochnikov preparou como seu sucessor o seu chefe de gabinete, Aleksandr Vasilevski, e permaneceu um influente e respeitado conselheiro de Stalin até sua morte.

## Condecorações

### Império Russo
- Ordem de Santa Ana, 4ª classe (26 de outubro de 1914), 3ª classe com espadas e arco (1915), 2ª classe com espadas (1º de novembro de 1916)
- Ordem de São Vladimir, 4ª classe com espadas e arco (2 de novembro de 1914)
- Ordem de Santo Estanislau, 3ª classe com espadas e arco (22 de julho de 1916)

### União Soviética
- Três Ordens de Lenin (31 de dezembro de 1939, 3 de outubro de 1942, 21 de fevereiro de 1945)
- Duas Ordens do Estandarte Vermelho (14 de outubro de 1921, 3 de novembro de 1944)
- Ordem de Suvorov, 1ª classe (22 de fevereiro de 1944)
- Ordem da Estrela Vermelha, duas vezes (15 de janeiro de 1934, 22 de fevereiro de 1938)
- Medalha do Jubileu "XX Anos do Exército Vermelho dos Trabalhadores e Camponeses" (22 de fevereiro de 1938)
- Medalha "Pela Defesa de Moscou" (1 de maio de 1944)